# 本部朝勇

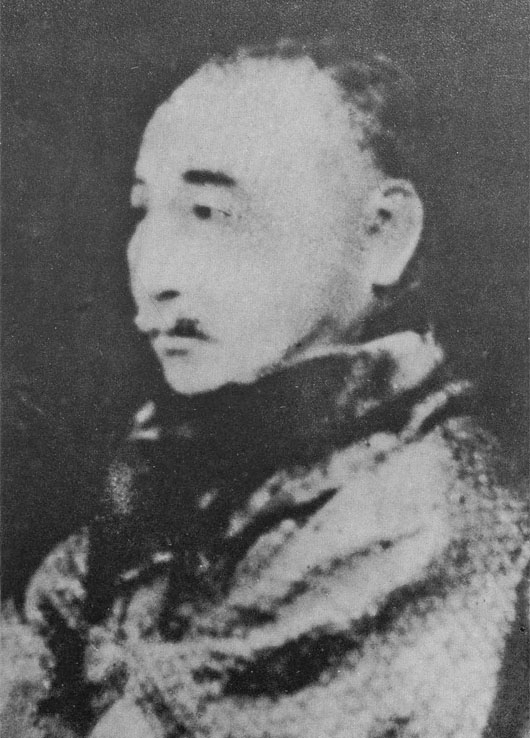
本部朝勇

本部 朝勇（もとぶ ちょうゆう、1865年（慶応元年）5月2日（旧暦） - 1928年（昭和3年）3月21日）は、琉球王国末期に生まれた琉球王族であり、本部御殿手古武術の第11代宗家である。弟に空手家（琉球唐手）として名高い本部朝基が、直弟子には上原清吉（本部御殿手）、兼島信助（渡山流）、千歳剛直（千唐流）、次男の本部朝茂などがいる。

## 経歴

### 生い立ち
本部朝勇は、1865年（慶応元年）、本部御殿の当主・本部按司（アジ）朝真の長男として、首里赤平村（現・那覇市首里赤平町）に生まれた。あだ名は、その高貴な血筋から「本部の御前（ウメー）」（御前は按司につく尊称）と称された。御殿とは王族の邸宅を意味し、同時にそこに住む王族の尊称であった。本部御殿は尚質王（1629年 - 1668年）の第六王子、唐名・尚弘信、本部王子朝平（1655年 - 1687年）を元祖とする琉球王族であり、国王家の分家として、日本の世襲親王家に相当する地位にあった。また、本部御殿は、代々本部間切（現・本部町）を領する大名であり、琉球王国最大の名家の一つであった。

### 武歴
本部朝勇は、幼少の頃より本部御殿手を父・朝真より学び、また首里手の松村宗棍、糸洲安恒らをその邸宅に招いて唐手を学んだ。糸洲が本部御殿で唐手を教え始めたのは1881年（明治14年）からなので、朝勇16歳の時からということになる。初めて唐手を師事するにはやや高い年齢なので、父や松村に師事したのは、それ以前の幼少の頃から10代の頃であったと推定される。おそらく武芸の幅をさらに広げる目的で、当時すでに高名であった糸洲を招聘したのであろう。ほかにも安里安恒、佐久間にも師事したという。朝勇は、文武両道に優れ、武術以外にも琉歌、琉球舞踊にも優れた教養人であった。
1889年（明治22年）頃、本部朝勇は屋部憲通、本部朝基らとともに、泊手の大家・松茂良興作にも師事した。若手の武術家としてその武名は広く知られ「本部の蹴り」とまで異名ととるようになる。屋部とともに、松茂良宅へ出かけ、松茂良の力量を試した逸話も伝えられている。また、弟の本部朝基が糸洲だけには飽き足らず、松村や佐久間にも師事するようになったのは、当初、組手で兄・朝勇にかなわなかったことが理由とされる。弟の朝基が剛拳である唐手の雄として後年名を成したのに対して、朝勇は当時の著名な諸大家をその邸宅に招いては、唐手のほかに、取手術、剣術、馬術など、幅広い武術を網羅的に修行していた。

### 晩年
1918年（大正7年）3月、本部朝勇は沖縄師範学校に招聘され、「ショーチン（ソーチン）」の型を演武した。また1923年（大正12年）、1924年（大正13年）頃、那覇に沖縄唐手研究倶楽部を設立して会長に就任した。この倶楽部は、唐手の共同研究を目的として設立されたもので、当時の沖縄の唐手の諸大家が多数参加していた。ここでは、若手の摩文仁賢和、宮城長順らが裏方として活躍し、本部は会長として、若手に助言を与えていた。本部はその身分に敬意を表して、参加者から「按司加那志御前（アジガナシメー）」（按司の尊称）と呼ばれていた。
また1924年（大正13年）には、大正劇場（那覇）で開催された唐手大演武大会に出演して、祖堅方範、喜屋武朝徳らと共に演武した。この大会は、総勢40名が参加する盛大なものであった。本部朝勇は蹴り技に優れ、「本部の足（ひさ）」、「本部御前の蹴り（きりち）」と讃えられた。琉球武術（沖縄武術）の発展に尽力し、1928年（昭和3年）3月21日に没した。